# Chile i olympiska sommarspelen 1996
Chile deltog i de olympiska sommarspelen 1996 med en trupp bestående av 21 deltagare, men ingen av landets deltagare erövrade någon medalj.

## Boxning
Mellanvikt
- Ricardo Araneda
  - Omgång 1 — Förlorade mot Akaki Kakauridze (Georgien), 3-10

## Friidrott
Herrarnas 200 meter
- Sebastián Keitel

Herrarnas maraton
- Marcelo Barrientos — 2:31.05 (→ 86:e plats)

Herrarnas kulstötning
- Gert Weil

Damernas maraton
- Erika Olivera — 2:39.06 (→ 37:e plats)

## Fäktning
Herrarnas värja
- Paris Inostroza

## Tennis
Damdubbel
- Paula Cabezas och Bárbara Castro